# Bleach: The Blade of Fate
 (octobre 2019).
Si vous disposez d'ouvrages ou d'articles de référence ou si vous connaissez des sites web de qualité traitant du thème abordé ici, merci de compléter l'article en donnant les références utiles à sa vérifiabilité et en les liant à la section « Notes et références ».
Bleach: The Blade of Fate (Bleach DS: Sōten ni Kakeru Unmei en japonais) est un jeu de combat en 2D qui utilise l'univers du manga Bleach. Il est compatible avec Nintendo Wi-Fi Connection, ce qui permet d'y joueur à plusieurs en disposant du matériel adéquat.

## Les personnages
Le jeu permet aux joueurs d'incarner l'un des 28 personnages suivants avec pour chacun des techniques différentes: Byakuya Kuchiki, Kurosaki Ichigo(Hollow ou sans), Uryû Ishida, Orihime Inoue, Tatsuki Arisawa, Bonnie, Ganju Shiba, Rukia Kuchiki, Zaraki Kenpachi, Shunsui Kyôraku, Jûshiro Ukitake, Yamamoto Genryûsai Shigekuni, Kon, Ichimaru Gin, Sôsuke Aizen, Tôsen Kaname, Komamura Sajin (avec et sans masque), Abarai Renji, Chad, Yachiru, Soi Fon, Shihoin Yoruichi, Hitsugaya Tôshirô, Hinamori Momo, et Kurotsuchi Mayuri, avec dans le combat sa lieutenante Kurotsuchi Nemu qui lui permet d'effectuer d'autres attaques comme bloquer l'ennemi, etc.